# Wadim Łoginow
Wadim Pietrowicz Łoginow (ros. Вадим Петрович Логинов, ur. 19 czerwca 1927 w Niewiansku  – zm. 16 grudnia 2016) – radziecki działacz partyjny i dyplomata.

## Życiorys
Ukończył Leningradzki Instytut Budownictwa Okrętowego i Wyższą Szkołę Dyplomatyczną Ministerstwa Spraw Zagranicznych ZSRR, od 1950 członek WKP(b). Od 1953 aktywista Komsomołu, 1958-1961 I sekretarz Leningradzkiego Komitetu Obwodowego Komsomołu, 1961-1968 funkcjonariusz partyjny w Leningradzie, od 17 marca 1978 do 16 grudnia 1983 ambasador ZSRR w Angoli, 1984-1985 kierownik wydziału MSZ ZSRR, 1985-1988 wiceminister spraw zagranicznych ZSRR. Od 1988 pracownik aparatu KC KPZR (1986-1990 zastępca członka KC KPZR), 28 listopada 1988 do 25 grudnia 1991 ambasador ZSRR w Jugosławii. Deputowany do Rady Najwyższej ZSRR (1963-1967).

## Odznaczenia
- Order Rewolucji Październikowej
- Order Czerwonego Sztandaru Pracy (dwukrotnie)
- Order Przyjaźni Narodów
- Order „Znak Honoru” (dwukrotnie)